# Eleocharis argentina
Eleocharis argentina är en halvgräsart som beskrevs av Manuel Barros. Eleocharis argentina ingår i släktet småsäv, och familjen halvgräs. Inga underarter finns listade i Catalogue of Life.